# Storia di Pistoia
La storia di Pistoia si estende per oltre due millenni. Ricordata come oppidum romano nel II secolo a.C. da Ammiano Marcellino, dopo la caduta dell'Impero romano d'Occidente, nel 477, fu distrutta dagli Ostrogoti. Fu quindi assoggettata al potere dei Longobardi. Durante il dominio di questi ultimi, la città visse un periodo di splendore e forte rinascita economica. Divenuta Comune durante il Medioevo, durante l'epoca rinascimentale fece parte dei territori della signoria medicea, evolutasi in seguito nel Granducato di Toscana. Dopo l'unità d'Italia, la città divenne, con l'avvento del Fascismo, capoluogo dell'omonima provincia.

## Le origini: l'età classica
Menzionata da Ammiano Marcellino come Oppidum Pistoriense e ricordata come Pistoria, Pistoriae, Pistorium, Pistoia sorse su un'area dove esistevano precedenti insediamenti etruschi e, nelle zone appenniniche, liguri. La città è menzionata anche da Sallustio, che riporta la battaglia del 62 a.C. in cui perse la vita Catilina.
Il nome di Pistoia, Pistorium, Pistoria o Pistoriae, viene fatto risalire a coloro che impastavano il pane (pistores) per rifornire le truppe, tanto che Plauto, in un noto passo di una sua commedia ("Captivi"), poteva a buon diritto scherzare sul doppio senso del nome attribuito ai pistoiesi: abitanti di Pistoia e fornai. Ma non manca chi ipotizza che il nome di Pistoia derivi da un più antico Pisto o Pist-oros, da una radice ligure o etrusca di diverso significato, e che per assonanza sia stato erroneamente associato in epoca romana al latino pistŏr con il significato di fornaio o mugnaio.
Nel 1972 Natale Rauty rinvenne nell'ala est del palazzo dei Vescovi un cippo funerario etrusco con elementi che coincidono con quelli della cosiddetta "scuola fiesolana", la quale è da inserirsi tra le date approssimative 520 - 470 a.C. Mentre i precedenti ritrovamenti erano troppo modesti per indurre a pensare che in loco si trovasse uno stanziamento etrusco, il cippo ritrovato nel 1972, data la sua funzione di corredo di una tomba di un personaggio importante, potrebbe essere la definitiva conferma di uno stanziamento etrusco agli inizi del V secolo a.C.
Mentre nelle aree appenniniche, comprese anche le pendici, sono state trovate tombe a cassetta liguri databili dal V al II secolo a.C., in una fascia che va da Marliana, passa per Piteglio e termina a Germinaia in Valdibrana, alle porte di Pistoia.

I corredi funerari delle tombe liguri di Vicciana, Mumigliana e Germinaia sono oggi conservati nei depositi del Museo civico di Pistoia. Secondo l'archeologa Nora Nieri Calamari a monte della città di Pistoia i toponimi e gli idronomi di origine ligure sarebbero oltre cinquanta.
Quindi, Pistoia si formò probabilmente come piccolo centro romano dotato di istituzioni municipali, in un territorio dove per secoli Etruschi e Liguri avevano convissuto. I primi cenni nelle fonti storiografiche latine su Pistoia si hanno nel II secolo a.C., quando i Romani iniziarono le guerre contro i Liguri per impadronirsi del territorio montagnoso, l'Appennino pistoiese, da loro occupato. L'ultima battaglia, quella decisiva con cui il console Flaminio sconfisse i Liguri Friniati, è del 176 a.C..
La via Cassia costituiva il decumanus maximus della cittadina romana (coincidente con parte dell'attuale via degli Orafi) mentre il cardo maximus sembrerebbe coincidere con l'attuale via dei Bracciolini; il forum della Pistoia romana si sarebbe situato quindi all'incrocio di queste due vie, all'imbocco dell'attuale centro cittadino costituito da piazza del Duomo. Il fatto che il cardo non corrisponda a un asse nord-sud fa pensare che la città sia nata in funzione della strada consolare, che doveva quindi incontrarsi con una via secondaria che attraversava l'Appennino tosco-emiliano: le città nate per importanza dell'insediamento in sé seguivano infatti un impianto orientato secondo i punti cardinali.
Poche le tracce di epoca romana: un tratto pavimentato della via Cassia, trovato nell'angolo nord ovest di piazza del Duomo in un saggio di scavo; le rovine della villa di età imperiale di un dominus locale in piazza del Duomo, nel tratto compreso fra il palazzo comunale, il campanile e il lato nord; le tracce murarie (sempre di età imperiale) nel sottosuolo del palazzo dei Vescovi, costruzione che chiude a sud la stessa piazza. Oltre a quanto citato finora, qualche stele (una rinvenuta fuori la cerchia muraria nel 1630 si trova nel palazzo Comunale), alcune monete, qualche frammento d'opera e alcuni resti di anfore vinarie.
Poiché le vie del centro storico non seguono l'impianto romano che doveva basarsi sul decumano (nel centro antico nessuna strada infatti è parallela a via degli Orafi) e il centro cittadino in epoca longobarda corrispondeva all'attuale piazza della Sala e non all'antico forum romano che doveva invece situarsi all'incrocio tra cardo e decumano, si può teorizzare la distruzione della città romana ed una seguente ricostruzione slegata dall'impianto originale (ipotesi avvalorata dagli scavi archeologici del 1903 che rilevarono segni di distruzione e incendio databili entro la prima metà del V secolo d.C.). Natale Rauty riporta l'ipotesi che tale distruzione potrebbe essere stata opera dei Goti di Radagaiso, sconfitti da Stilicone nella non lontana Fiesole nel 405 d.C..
Una lettera scritta da Papa Gelasio alla fine del V secolo d.C. menziona per la prima volta il vescovo di Pistoia.

## Tra Tarda Antichità e Alto Medioevo
Pistoia fu distrutta dagli Ostrogoti nel 406 d.C.
(Natale Rauty, Storia di Pistoia, I, Dall'alto medioevo all'età precomunale, p. 37)
Nella seconda metà del VI secolo Pistoia faceva parte della Praefectura Italiae ed era soggetta all'autorità di uno iudex, nelle cui mani erano concentrati i poteri politico, amministrativo e giudiziario. Il territorio della iudicaria Pistoriensis era molto vasto: era delimitato a nord dall'Appennino, a est dal Bisenzio, a sud dall'Arno e a ovest dalla Pescia.  Occorre precisare, tuttavia, che i confini pistoiesi al tempo di Giustiniano non sono accettati da tutti gli storici; infatti, alcuni ritengono che la Valdinievole fosse già compresa nel territorio lucchese; secondo altri, invece, il territorio pratese sarebbe passato a Pistoia solo nell'VIII secolo.
Pistoia fu conquistata dai longobardi attorno al 593 e divenne sede di un gastaldato: lo iudex bizantino venne sostituito da un gastaldo, vale a dire una sorta di governatore che si occupava anche dell'amministrazione dei beni demaniali della corona. Con i longobardi divenne un importante centro militare e politico-amministrativo sul confine con l’Italia bizantina. Il periodo longobardo ha lasciato un'importante impronta nell'urbanistica della città, infatti ancora oggi troviamo molti edifici e la stessa centrale piazza della Sala.
Nel 774 il regno dei Longobardi venne conquistato da Carlo Magno, il quale venne incoronato imperatore da papa Leone III il 25 dicembre 800. All'interno dell'Impero carolingio la città di Pistoia si distinse come sede comitale e tra i detentori di questo ufficio vi furono anche i Cadolingi e i Guidi.

## Periodo comunale
Nel 1105 Pistoia diviene un libero comune con impronta filo-imperiale e poi ghibellina. Pistoiese è il documento italiano più antico (1117) dell'età comunale: lo "statuto dei consoli" , che racconta dei primi cinque consoli della città: Bonetto, Placito, Diotisalvi, Gerardo e Guido e della nascita del comune.
Nel 1158, ai consoli subentra il podestà che prende la sua residenza nel palazzo del tribunale. Il podestà, diversamente dalla realtà italiana e da come accade anche nella città dal 1219, non è un forestiero, ma viene scelto fra i cittadini pistoiesi. Questa particolarità deriva forse dalla grande credibilità che la città godeva a quel tempo da parte di Federico Barbarossa che nel 1165, nel periodo della "dieta di Roncaglia", le aveva conferìto il titolo di "Imperio fidelissima": un diploma che l'imperatore rilasciava alle città da lui ritenute esempio di fedeltà per tutto l'impero. In quegli anni di protezione da parte dell'imperatore Federico la città visse un periodo di vera crescita che culminò nel 1150 con la sconfitta di Firenze e la conquista della rocca-castello di Carmignano.
Nel 1180, quando Federico era impegnato a sedare i tentativi di rivolta dei futuri Comuni del settentrione italiano, Pistoia si scontrò per motivi di frontiera con la vicina città guelfa di Montecatini che con l'appoggio di Lucca riuscì ad avere la meglio ed a stabilizzare il reciproco confine sul crinale naturale di Serravalle. Nel 1180 i confini del territorio Pistoiese erano dunque: a ovest Serravalle con Lucca, a est Montemurlo con Firenze, a sud il fiume Arno sempre con Firenze e a nord il crinale appenninico con Bologna.

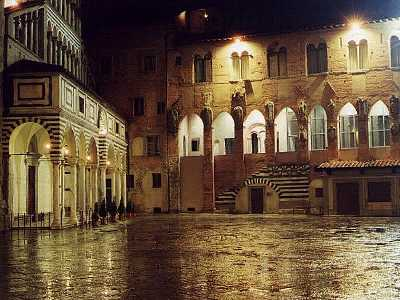
Cattedrale di San Zeno e palazzo dei Vescovi.

Il XII secolo fu caratterizzato da un'economia vivace e da una rapida crescita edilizia e fu il secolo medievale di massima espansione della città. In questo periodo fu eretta la seconda cinta muraria dovuta all'incremento demografico. Essa quadruplicò il territorio cittadino rispetto al tracciato preesistente, che risale al VII-VIII secolo e di cui rimangono ancora alcune vestigia nel centro urbano. Si pensi che nel 1200 nella sola città di Pistoia esistevano 20 banchi di cambiavalute, cioè punti dove si poteva cambiare il denaro, e questo ricorda l'importanza commerciale che fu di Pistoia. In questo periodo arrivavano mercanti da tutta Europa, la maggior parte erano provenienti dalla grandi fiere delle Fiandre.
L'ultima espansione cittadina si ha nel 1219-1220 con una guerra vinta contro Bologna che fece conquistare a Pistoia Treppio, Torri e Pavana, ancora oggi gli attuali confini tra le due province.
A lungo alleata di Pisa e di Siena, nel 1228 si arrestò la serie positiva di Pistoia con una sconfitta con Firenze che, come fece Montecatini anni prima per vincere, si alleò con Lucca. Pesanti furono per la città le condizioni destinate agli sconfitti: fu obbligata a comunicare ogni decisione cittadina a Firenze e a non difendere Carmignano.
Nel frattempo l'incremento demografico non si arrestò e, secondo il "liber focorum" (il registro censuario dei fuochi, ovvero i nuclei familiari rilevanti ai fini dell'assoggettamento all'imposta del focatico) e nel 1244 il castrum, cioè i territori fuori le mura, aveva una popolazione di 34.000 abitanti mentre solo all'interno della città ne risiedevano 11.000 circa.
Tornando agli avvenimenti storici, nel 1237 venne instaurata a Pistoia una breve signoria da Agolante Tedici che era il rappresentante della "pars populi" (del popolo) cittadina per il decennio tra il 1230 e il 1240. La cosa non fu gradita da Firenze che stroncò il tutto sul nascere e creò un nuovo attrito tra le città che si placò, solo apparentemente, nel 1254 con la "pace di Empoli". L'inefficienza di tale accordo è dimostrata dall'ulteriore scontro tra le due perenni nemiche, nel 1257, che finì ancor peggio del precedente con l'umiliazione di Pistoia del vedersi distrutte parte delle mura.
Nel 1260 si riebbe una rivincita dei ghibellini in Toscana con la battaglia di Montaperti dove le truppe di Siena, Pisa, Pistoia e di Manfredi di Svevia sconfissero i guelfi cacciandoli da Firenze. Ma già nel 1266 Manfredi morì nella battaglia di Benevento che oltre a ridare vigore ai guelfi decretò la fine simbolica del partito ghibellino italiano.
Gli anni successivi del XIII secolo decretarono un declino Pistoiese anche se non si interruppero le molte attività e si ritornò ai normali problemi di amministrazione cittadina con il podestà e la neo-figura del capitano del popolo, nato per difendere i diritti dei ceti più bassi dai sempre più potenti nobiluomini che spadroneggiavano in città. Così nel 1280 furono approvate le "leggi contro le schiatte", cioè contro queste caste nobiliari che effettivamente avevano il controllo cittadino. Per esempio nelle Storie pistoresi dell'"anonimo" si scrive che la famiglia Cancellieri aveva 18 cavalieri "a speroni d'oro" (di miglior livello) che svillaneggiavano per il centro urbano.
(Anonimo, Storie pistoresi.)
Fu proprio all'interno di questa famiglia, come racconta il cronista Giovanni Villani, che nacque la differenza tra guelfi bianchi e neri che poi si espanse a Firenze.
Nel 1294 viene eletto podestà Giano della Bella, il fautore nel 1293 degli "ordinamenti di giustizia" a Firenze; come prima volontà fu subito intenzionato a ridurre i privilegi delle classi magnatizie che a Pistoia erano rappresentati dalla famiglia Cancellieri, Lazzari, Pancianti, Ricciardi, Rossi, Sigimburdi, Taviani e Tedìci. Nell'adempiere alla sua intenzione si schierò contro l'allora Vescovo Tommaso che lo scomunicò e mise fine al suo breve periodo di potere a Pistoia. Dal 1296 al 1301 Firenze avanzò le sue pretese di scegliere i podestà e nel 1296 modificò persino lo "statuto del podestà" cittadino introducendo la figura del "gonfalone di giustizia", figura già introdotta nella "città del giglio" dallo stesso Giano, incaricato della difesa del popolo con a disposizione anche un piccolo corpo di sicurezza.
Il XIV secolo fu segnato anch'esso da numerose guerre in cui, dopo alterne vicende, Pistoia finì per soccombere ed essere definitivamente assoggettata a Firenze.

Nel maggio del 1301 il capitano del popolo Andrea Gherardini appartenente alla fazione dei guelfi bianchi, condusse un'azione repressiva contro i guelfi neri. Fu una fulminea vittoria che diede lui il soprannome di "scacciaguelfi" e che fece del comune città di riferimento per i guelfi bianchi e per i ghibellini di tutta la Toscana. Sempre nel 1301 iniziò la celebre "guerra dei cinque anni" dove la sola Pistoia fronteggiò i guelfi neri da essa appena esiliati, Firenze, Lucca, Siena, Prato, S. Gimignano, Colle di Val d'Elsa e altri borghi tutti sotto la guida del futuro re di Napoli Roberto I d'Angiò allora duca di Calabria. La città venne universalmente descritta valorosa e inespugnabile bellicamente e così solo lentamente si arrese: nel 1302 perse Piteglio, Serravalle e Larciano; nel 1303 Montale e Verruca. Nel maggio 1305 iniziò l'assedio della città dove i pistoiesi, sicuri delle loro mura invalicabili, capitanati da Tolosao degli Uberti, cugino di Farinata, resistettero per 11 mesi per poi aprire le porte nel 1306, spinti dalla fame, a Morello Malaspina (chiamato da Dante «vapor di Val di Magra» nel XXIV canto dell'inferno) signore di Lunigiana e comandante di Lucca. Per questa sconfitta fu privata di ogni difesa: le vennero riempiti i fossati e demolite integralmente le mura, e dovette accettare durissime condizioni da sconfitta. Sull'accettare o meno le condizioni, le famiglie nobili pistoiesi - come accadde anche nel 1322 per una tregua con Lucca - si divisero fino a farsi guerra. 

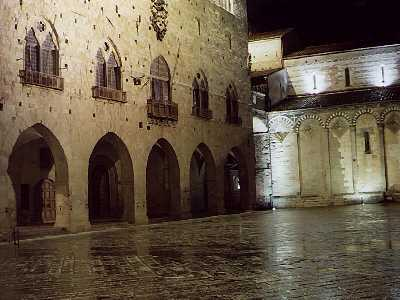
Palazzo del comune e cattedrale di San Zeno.

Nel 1314 si ha l'opposto risultato militare da parte di un ghibellino: Uguccione della Faggiola conquistò Pisa e Lucca nel medesimo anno e non accontentandosi nel dicembre tentò l'assalto a Pistoia accampandosi a Montecatini e conquistando nel 1315 Serravalle..
Sempre nel 1315 Uguccione con l'ausilio di Castruccio Castracani e Cangrande della Scala sconfisse le truppe guelfe di Firenze, Lucca e Napoli. In seguito a questa battaglia Firenze allentò il controllo su Pistoia. Nel 1316 Castruccio divenne signore di Lucca, carica che ricoprì fino alla sua morte nel 1328. Nel 1319 morì Vanni Lazzari: colui che con Ormanno Tedici aveva svolto l'opera di plagio popolare per la tregua con Lucca. Infatti in quell'anno Castruccio dopo l'esser stato nominato "capo dei ghibellini pistoiesi" aveva tormentato i confini razziando i contadini e i pastori che arrivarono persino a pagare un pizzo purché evitasse di vandaleggiare sui loro averi, come accade oggi nei regimi mafiosi. Le famiglie cittadine che erano state unite durante l'assedio quindi tornano a litigarsi sul se rimanere fedeli a Lucca, come volevano i Ricciardi e i Tedici o no, come era intenzione dei Cancellieri e dei Taviani. Questa decisione da prendersi, anche se può sembrare una notizia di poca rilevanza storica, ebbe un'importanza enorme nella storia della città. Alla fine si optò per l'accettare la tregua. Questo sia secondo l'"Anonimo", sia secondo il Fioravanti e il Cherubini fu il risultato della persuasione dell'abate di Badia a Pacciana (monastero benedettino dell'VIII secolo.) La tregua fu accettata da Castruccio che accolse gli ambasciatori mandati a trattare. Nel 1320 comunque intervenne Firenze con Guglione dell'Uliva che sorprendentemente vinse Castruccio alla badia di San Baronto. Tornado alla tregua il patto era un impegno a non attaccare la città in cambio di 3.000/4.000 fiorini d'oro annui; una somma non ingente per la città considerando i benefici che portò con la ripresa dell'economia agricola.
Nello stesso anno il vescovo Ermanno degli Anastasi venne deposto dal neo-Papa, Giovanni XXII, con l'accusa, fondata, di propendere per la fazione ghibellina e guelfa bianca. Nel 1321 Anastasi muore a Pisa, dov'era fuggito dai pistoiesi che lo inseguirono. Sulla sua morte si parlò di un sospetto di avvelenamento da parte di un membro della famiglia Lazzari come riporterebbe ironicamente l'Arferuoli
(P. Arferuoli. Historia delle cose più notabili in Toscana ed altri luoghi et in particolare in Pistoia.)
Fatto sta che nella città si aprì una contesa per la successione vescovile ed è da ricordare un documento del 21 agosto 1321 quando l'abate Ormanno Tedici e altri scrissero una lettera al re di Napoli Roberto I d'Angiò per raccomandarsi la candidatura di Rustichello de Lazzari.
Nel 1322, come risultato della tregua, l'abate Ormanno Tedici divenne signore di Pistoia e iniziò la sua politica filo-popolare cacciando le famiglie nobili filo-fiorentine dei Taviani e dei Lazzari. Il suo governo non fu dispotico e infatti lasciò in vigore gli ordinamenti comunali precedenti e personalmente non volle neppure abitare nel palazzo del comune. Il punto importante della signoria fu il riuscire a mantenere indipendente la città nonostante le pressioni di Firenze e Lucca. Per fare ciò si avvalse di chiamare l'aiuto di una in scontro alle pressioini dell'altra e viceversa. Così quando Firenze volle riprendere il controllo su Carmignano chiese l'aiuto di Lucca e quando Lucca aveva intenzione di conquistare la zona montana della Lima chiese aiuto a Firenze. La signoria di Ormanno venne però interrotta dalla presa di potere del nipote Filippo Tedici con l'appoggio di alcuni cavalieri e del podestà.
I dissidi interni non si esaurirono e Pistoia vide nel XV secolo continue lotte tra le famiglie rivali dei Panciatichi e dei Cancellieri. Proprio l'accanita lotta tra i Panciatichi ed i Cancellieri, ed all'interno di questa stessa famiglia (scissasi in Bianchi e Neri) determino la decadenza del comune pistoiese, che dopo una celere parentesi viscontea, passo sotto il dominio di Firenze.

## Rinascimento e epoca pre-Risorgimentale

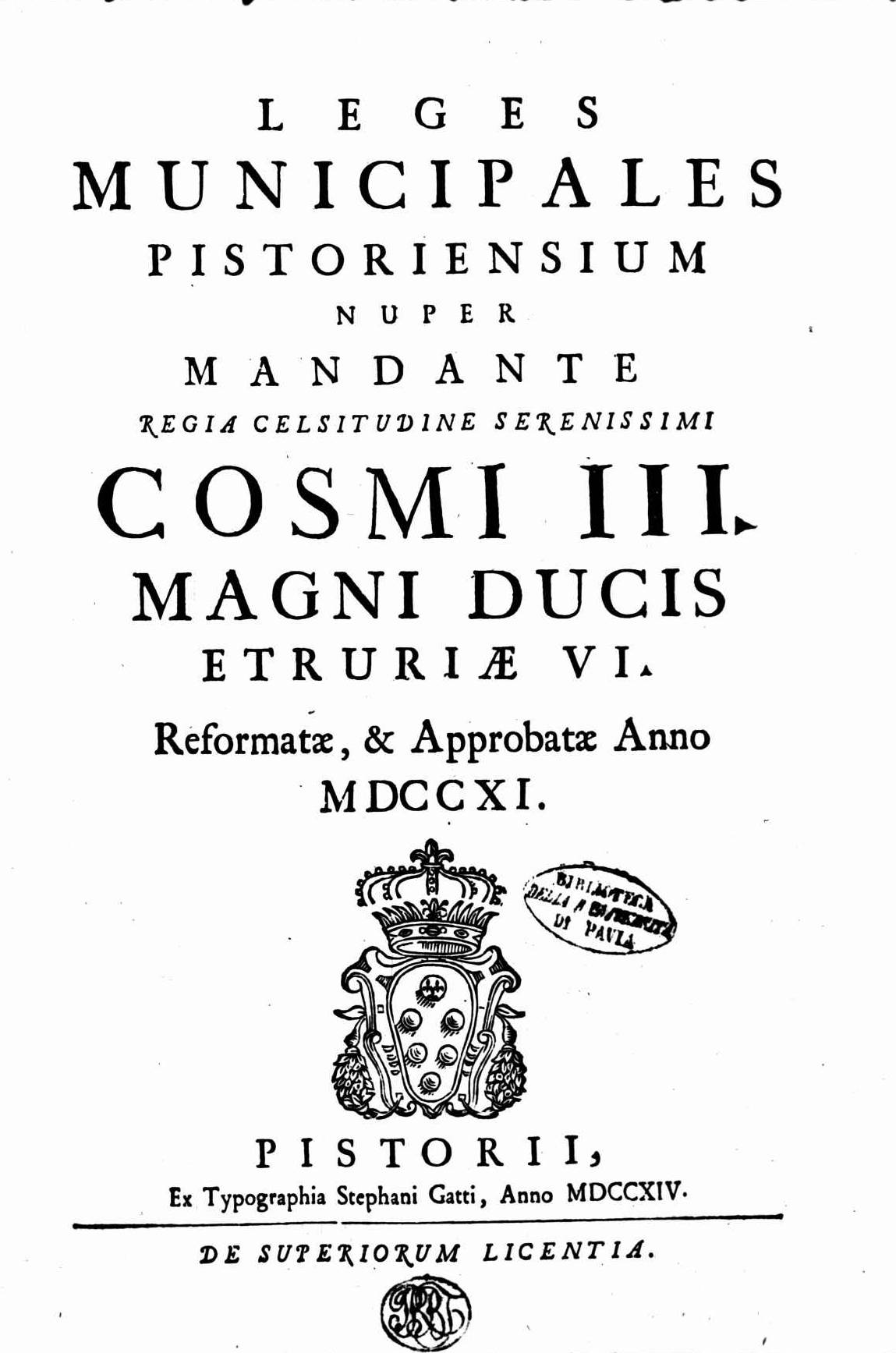
Leggi municipali di Pistoia (Leges municipales Pistoriensium, 1714)

Il tentativo di nozze segrete di Paperino dei Cancellieri con Datina Guazzalotti fu all'origine della guerra civile pistoiese del 1401 - 1402 che ebbe, come sua estrema conseguenza, l'assoggettamento del Comune di Pistoia alla Repubblica di Firenze.
Nel XVI secolo la città entrò a far parte del ducato mediceo. Risale a quest'epoca il miglioramento della terza cinta muraria, risalente al trecento e l'unica a essere ancora visibile, voluto da Cosimo de' Medici.
Nel XVII e XVIII secolo Pistoia godette di scarsa importanza politica.
Durante i tempi del Granducato Mediceo Pistoia era un importante nodo politico ed anche culturalmente sorsero dei circoli o Accademie; la più importante fu l'Accademia dei Risvegliati fondata dal Nobile Federigo Manni e da Monsignor Felice Cancellieri, dove si recitavano poemi, poesie e prose e si faceva musica. Le riunioni avvenivano per lo più nei salotti delle case nobiliari ed erano a loro esclusivo uso e divertimento.
È da rimarcare l'ascesa al soglio pontificio di Giulio Rospigliosi, con il nome di Papa Clemente IX, nel 1667. Altro momento importante nella storia non solo pistoiese del XVIII secolo fu l'ordinazione a Vescovo di Scipione de' Ricci nel 1780. Egli era di pensiero giansenista, e in questo fu di sostegno alle rivendicazioni del granduca Pietro Leopoldo di Lorena, anche tramite il Sinodo di Pistoia che indisse.

## Epoca Risorgimentale
A partire dalla metà del XIX secolo la città riprese ad espandersi al di fuori delle mura.
Nel periodo della dominazione francese, quando la Toscana fu amministrativamente riorganizzata (1808) in tre dipartimenti (detti "dell'Arno", "del Mediterraneo" e "dell'Ombrone"), ognuno dei quali governati da un Prefetto, Pistoia fu aggregata al primo Dipartimento e fu sede di Sottoprefettura. Nel 1814 ci fu la restaurazione dei Lorena ed anche l'assetto amministrativo cambiò.
Nel 1848, con un decreto di Leopoldo II, nel quadro di una profonda riforma, Pistoia fu promossa capoluogo di Compartimento e dotata di una Prefettura. Un'autonomia amministrativa paragonabile oggi a quella riconosciuta alle province. Appena tre anni dopo, però, Pistoia fu degradata a Sottoprefettura. Molti storici locali hanno sempre sostenuto che ciò fu fatto per punirla dei suoi sentimenti unitari, sfociati nel periodo risorgimentale in moti contro gli austriaci, entrati in città alla metà del 1849, proprio a sostegno dei Lorena.

## Inizi del XX secolo
Agli inizi del XX secolo, nel 1907, nella città venne fondata la prima edizione della Settimana sociale dei cattolici italiani.

## Età fascista
Negli anni del regime fascista, nel 1927, Pistoia divenne il capoluogo di una delle nuove province istituite dal regime. Questa designazione fu accolta come una "riparazione" alla vendetta granducale che aveva ribassato la città a sotto-prefettura pochi anni prima, e risollevò la popolarità del fascismo nel capoluogo.

### La genesi
Pistoia aveva fino al 1922 una posizione strategica nelle comunicazioni, essendo il terminale della ferrovia Porrettana, che allora costituiva il più importante valico esistente tra nord e il centro Italia. La direttissima Firenze-Bologna infatti venne costruita solo negli anni trenta.
Il successivo controllo della stazione ferroviaria da parte degli squadristi pistoiesi, avvenuto nelle giornate tra il 26 ed il 29 ottobre 1922, permise di coprire le spalle alle colonne fasciste che marciavano su Roma, mettendole al sicuro da possibili sgradite sorprese, soprattutto nei primi incerti momenti della proclamazione stato d'assedio.
Il fascismo pistoiese giunse all'appuntamento della marcia su Roma dopo un percorso iniziato ufficialmente solo il 22 gennaio 1921 sotto la guida di Nereo Nesi e con il contributo decisivo di un liberale, Dino Philipson, giovane e ricco proprietario terriero, che già durante le agitazioni operaie e contadine del biennio rosso 1919-1920 si era adoperato per la genesi del fascismo locale.
Philipson, che ancora nel corso del primo dopoguerra divenne antifascista, aveva lo scopo di servirsi delle squadre fasciste per stroncare il movimento operaio e contadino per poi, in un secondo momento, ricondurre il fascismo nell'alveo della legalità. A tal fine nel marzo-aprile 1922 ispirò la nascita dell'Unione Democratica Pistoiese privando così il fascio pistoiese dell'apporto diretto di quegli esponenti del notabilato agrario e conservatore, che in varie altre parti d'Italia avevano finito per snaturare in senso reazionario le confuse tendenze di sindacalismo, futurismo e repubblicanesimo; espresse dal movimento fascista nazionale al suo sorgere nel 1919.
La svolta di Philipson aprì quindi la strada per l'affermazione, in sede locale, della componente della media e piccola borghesia urbana che ebbe l'esponente di punta nella figura di Enrico Spinelli, studente universitario di farmacia, ex-combattente; violento nelle imprese squadristiche non sarà tuttavia privo di una parte propositiva riassumibile in alcune teorie espressione del cosiddetto "fascismo di sinistra": primato dell'industria, collaborazione fra un capitale "controllato" e il lavoro, lotta alla rendita parassitaria, un partito di "duri e puri". A Spinelli, il fascismo agrario pistoiese contrapporrà poi il commerciante Ilio Lensi, capo delle squadre d'azione nel 1922, uomo di scarsa educazione e violento, ma ambizioso al punto di prestarsi a qualsiasi ruolo.
Gli anni dal 1919 al 1922 vedono dunque il movimento fascista, finanziato dagli industriali e dagli agrari e spesso tollerato e sostenuto da apparati centrali e periferici dello Stato, crescere ed affermarsi nel Paese grazie alla violenza squadristica.
È quest'ultima che stronca, in Italia ed anche nel Pistoiese, nell'agosto del 1922, al culmine di un biennio di sangue, lo "sciopero legalitario" antifascista indetto dalle organizzazioni operaie il 31 luglio. Proprio in questi frangenti, il 5 agosto 1922, usciva in città il settimanale L'Azione fascista. Il foglio avrebbe costituito un significativo successo dell'ala intransigente della formazione politica, perché permetteva ai fascisti di acquisire autonomamente un proprio spazio, senza doversi più servire del settimanale liberale II Popolo pistoiese, e che sentiva di essere ormai forte a sufficienza per scrollarsi di dosso il peso della mal sopportata alleanza nel patto del blocco nazionale stretto con i liberali dell'onorevole Philipson.
Negli anni seguenti vennero create in città altre pubblicazioni di stampo fascista; la più celebre fu Il Ferruccio, edito tra il 1932 e il 1944, alla quale collaborarono i giovanissimi Mario Luzi, Piero Bigongiari, Oreste Macrì e Danilo Bartoletti.

### La marcia su Roma
Su L'Azione fascista venne scritta la cronaca del ruolo svolto dagli squadristi pistoiesi durante le giornate dell'ottobre 1922, preannunciate già il 19 agosto da un fondo redazionale dal titolo La marcia su Roma. 

Nel settembre il giornale, in vista delle elezioni comunali, sviluppa una forte polemica con i liberali di Philipson, rifiutando qualsiasi apparentamento e nel contempo attacca il mondo cattolico con lo scopo di ridurre alla sottomissione quegli esponenti del popolarismo, che seppur in concorrenza e spesso in contrapposizione ai rossi, continuavano a rappresentare con le loro organizzazioni nelle campagne un serio pericolo per gli interessi dei ceti agrari dominanti.
Intanto mentre il governo Facta mostra tutta la sua inconcludenza e varie amministrazioni comunali di sinistra, in Italia come nel pistoiese, sono obbligate a dimettersi dalla violenza fascista, il consiglio nazionale del movimento si riunisce per stabilire i tempi della marcia.
Mussolini, che aveva intanto rinunciato alla pregiudiziale repubblicana e riallacciato i rapporti con D'Annunzio, sembrava inizialmente accontentarsi di una partecipazione fascista ad un governo Giolitti, ma dopo la manifestazione di Napoli del 24 ottobre (sorta di "prova generale" alla quale prendono parte 40.000 camicie nere) alza il prezzo e pretende la Presidenza del Consiglio. Si sposta così da Napoli a Milano, iniziando varie e complesse trattative politiche con Roma che vedono coinvolti numerosi personaggi, tra i quali, sembra, anche lo stesso Philipson, mentre a Perugia un quadrumvirato formato da Michele Bianchi, Cesare Maria De Vecchi, Emilio De Bono e Italo Balbo si occupò del coordinamento operativo della marcia.
Tra l'altro, alcuni storici, attribuiscono proprio al quadrumviro Balbo la decisione di forzare la mano al titubante Mussolini dando il via alla dimostrazione di forza che, per quanto riguarda Pistoia, comincia già dal 26 ottobre.
Un manifesto convoca in sede gli iscritti e gli squadristi dichiarando disertore chi manca alle disposizioni, mentre: «Gli onesti lavoratori, i cittadini tutti sono pregati di continuare la loro attività, [...] gli scioperi vengono considerati azioni delittuose».
Il 27 ottobre, dopo le 10 del mattino, su camion e automobili parte il primo gruppo di circa 200 squadristi salutati da una numerosa folla di simpatizzanti fascisti. Enrico Spinelli comandò la colonna formata di quattro squadre. Ai suoi ordini erano: Dino Orlandini, capo della "Disperata", Nello Paolini, comandante della "Pacino Pacini", Dino Lensi, alla guida della "Cesare Battisti" e Giuseppe Costa, leader della "Randaccio". La colonna si diresse verso Empoli dove giunse in serata dopo aver sostato alcune ore al passo di San Baronto. Nella città era stabilito un punto di raccolta. 

Intanto in città sotto la guida di Lensi si formano 12 squadre di 25 uomini ciascuna che il giorno dopo occuparono gli edifici statali, mentre Leopoldo Bozzi, noto liberale futuro podestà di Pistoia ed artefice dell'operazione Pistoia-Provincia, occupò con gli ex-combattenti ai suoi ordini la sede dei telefoni e dei telegrafi e, soprattutto, l'importante stazione ferroviaria.
La numerosa presenza di fascisti in città che a taluni apparì come una disobbedienza gli ordini dei quadrumviri che invitavano a tralasciare il controllo delle città sicure per portarsi a Roma, diventò invece determinante nel quadro generale della "marcia".
Curzio Malaparte asserì che fascisti pistoiesi avessero avuto precisi ordini in tal senso. Lo scrittore e giornalista pratese scrisse infatti di un treno di carabinieri respinto da alcune fucilate fasciste al ponte di Vaioni e di un camion di guardie regie provenienti da Lucca fermato a Serravalle dal fuoco di alcune mitragliatrici. Di ciò non si hanno prove, si ha comunque fondata notizia che a Pistoia il 28 ottobre venne bloccato in stazione un treno che portava a Roma un battaglione di alpini, carabinieri e guardie regie.
Intanto la colonna guidata da Spinelli aveva proseguito in treno per Chiusi e Orte dove trovava la linea interrotta da alcuni carri rovesciati. Dopo aver aggirato l'ostacolo pretendendo posto in un altro convoglio si era diretta per Monterotondo dove giungeva nelle prime ore del pomeriggio del 29. Poco dopo la mezzanotte del 30 ottobre, i fascisti pistoiesi ripresero la marcia per Roma fermandosi in attesa di ordini, come tutte le altre colonne, alle porte della città.
Quando il re respinse la firma dello stato d'assedio dichiarato da Luigi Facta (che si diede le dimissioni) e il 30 ottobre affidò il governo a Mussolini, gli squadristi poterono entrare in città come fece anche la "colonna Spinelli", raggiunta nel frattempo a Roma dagli altri duecento fascisti pistoiesi della "colonna Lensi". Il pistoiese Martino Moscardi annotò: «La nostra entrata è stata trionfale. Tutti i militari indistintamente, tutti i picchetti delle caserme ci accoglievano con l'onore delle armi, fraternizzando entusiasticamente con noi». Le due colonne dopo essersi unite alla squadra di Bottai in una sanguinosa spedizione punitiva nei quartieri "rossi" del Trionfale e di San Lorenzo marciarono poi, insieme alle altre, nella parata della vittoria che ebbe luogo nel pomeriggio del 31 davanti al Re Vittorio Emanuele III al Quirinale.

### Federali fascisti
I federali dei fasci di combattimento di Pistoia furono: Leopoldo Bozzi (1927-1928), Ettore Pollastri (1928-1930), Piero Landini (1930), Franco Luigi Cottini (1930-1931), Brunetto Brunori (1931-1932), Fernando Franchini (1932), Armando Barlesi (1932-1933), Renato Fabbri (1933-1934), Luigi Pasqualacci (1934-1936), Orfeo Sellani (1936-1938), Carlo Righi (1938-1940), Luigi Alzoni (1940-1941), Mario Pigli (1941-1943) ed Elia Giorgetti (1943).

### Periodo conclusivo e liberazione

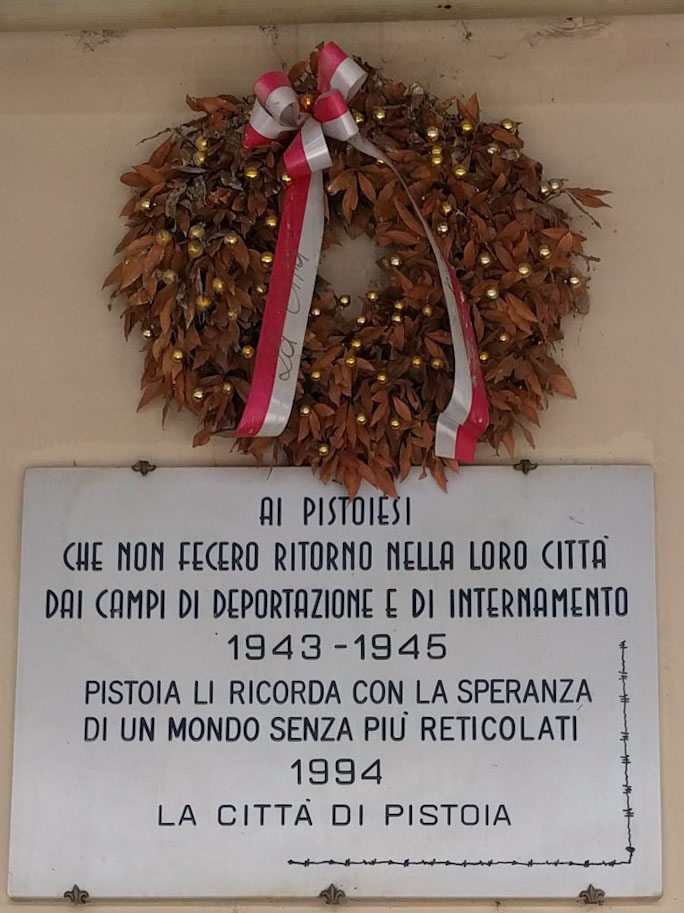
Lapide ai deportati 1943-1944

A partire dal settembre 1943, dopo l'armistizio del settembre 1943 cominciarono i primi scontri, le prime opere di sabotaggio, le prime esecuzioni fra bande partigiane e fascisti. A partire dal luglio 1944, quando Mussolini decise di militarizzare il Partito Fascista Repubblicano, si formò a Pistoia la "XXXVIII Brigata Nera", intitolata all'eroe del fascismo Ruy Blas Biagi. Tutti gli iscritti al PNF dovettero arruolarsi nelle Brigate nere, nuovo corpo armato che andava ad affiancarsi all'esercito, alla Guardia nazionale repubblicana (che aveva compiti di polizia e ordine pubblico) e ai corpi paramilitari SS italiane, Xª Flottiglia MAS, ecc.
Le Brigate nere furono le principali responsabili del clima di terrore e di violenza che caratterizzò l'ultimo anno di guerra.
Pochi mesi dopo la costituzione di tale corpo militare, l'8 settembre 1944, Pistoia venne definitivamente liberata dall'occupazione nazi-fascista. Nell'operazione furono impegnati gli alleati sudafricani e brasiliani (di questi ultimi è rimasto in città un cimitero a loro votivo) e numerosi partigiani locali tra i quali Silvano Fedi, guida delle cosiddette "Squadre Franche" che, diversamente dai più attivi gruppi partigiani, operavano in zone molto vicine alla città e spesso addirittura in città (celebri e ricordate dal racconto del vice comandante della formazione Enzo Capecchi le incursioni alla ex questura di via Palestro, alla Fortezza ed alle carceri di Collegigliato).
Fedi morì a luglio (insieme a Marcello Capecchi), a pochissimi mesi dalla liberazione e la sua opera venne proseguita da Enzo Capecchi, suo vice, da Artese Benesperi e dagli altri partigiani della formazione.

### Gli irriducibili della Valtellina
Nei racconti di Giorgio Pisanò, storico e senatore neofascista, si ricorda che l'8 settembre 1943 si trovava solo da pochi giorni a Pistoia, dove era stato trasferito il padre che era funzionario di prefettura, e pianse all'annuncio dell'Armistizio di Cassibile ma trovò ben presto la solidarietà di un piccolo gruppo di giovani tra i quali Maurizio Degl'Innocenti, Valerio Cappelli, Rolando Chelucci, Ruy Blas Biagi, Mafilas Manini, Agostino Danesi che insieme ad altri, con l'arrivo dei tedeschi, riapriranno la federazione fascista. Così alcuni coerentemente partirono arruolandosi come allievi ufficiali nelle varie formazioni della Repubblica di Salò: Pisanò, Manini, Degl'Innocenti, Stelvio Dal Piaz, Ennio Albano, Leo Maccioni, Luciano Savino e altri. Fra questi morirono in combattimento Valerio Cappelli nella GNR, Rolando Chelucci nei paracadutisti mentre Ruy Blas Biagi facente parte degli X Mas venne fucilato dagli Alleati presso Firenze dopo un'azione di sabotaggio oltre le linee nemiche.
La resa definitiva del Ridotto alpino repubblicano avvenne dopo aspri combattimenti. Pisanò, Danesi ed altri rimasero prigionieri, Manini morì di malattia, in clandestinità, a Milano. I collaborazionisti francesi, come Darnand, furono invece consegnati a De Gaulle e vennero tutti, sistematicamente, giustiziati.

## Post liberazione
Dopo la liberazione della città, nella primavera del 1945 scoppiò l'insurrezione nel Nord Italia. Alle ore 15:00 del 28 aprile 1945 sul lago di Como, a Giulino di Mezzegra, venne fucilato Benito Mussolini. Un paio d'ore dopo, ad una distanza di una cinquantina di chilometri, a Ponte in Valtellina, cominciavano ad arrendersi ai partigiani le truppe fasciste: tra i molti toscani presenti nelle loro file, vi erano anche alcuni pistoiesi, capeggiati da Giorgio Pisanò.
Per quanto riguarda i casi di rappresaglie furono rari ed isolati i casi di violenze verso gli sfollati civili toscani in Valtellina e non poche furono le azioni di vendetta contro legionari della Guardia nazionale repubblicana e squadristi delle Brigate nere, compresi alcuni pistoiesi.